# Lithocarpus skanianus
Lithocarpus skanianus (Dunn) Rehder – gatunek roślin z rodziny bukowatych (Fagaceae Dumort.). Występuje naturalnie w Chinach – w prowincjach Fujian (środkowa i wschodnia część), Guangdong, Hajnan, Hunan (na południu), Jiangxi (południowa część) i Junnan (na południowym wschodzie), a także w regionie autonomicznym Kuangsi.

## Morfologia
PokrójZimozielone drzewo dorastające do 20 m wysokości.
LiścieBlaszka liściowa jest skórzasta i ma kształt od lancetowatego do odwrotnie jajowato eliptycznego. Mierzy 6–20 cm długości oraz 4–9 cm szerokości, jest całobrzega, ma klinową nasadę i ogoniasto spiczasty wierzchołek. Ogonek liściowy jest nagi i ma 10 mm długości.
OwoceOrzechy o kulistym kształcie, dorastają do 12–18 mm długości i 14–22 mm średnicy. Osadzone są pojedynczo w miseczkach o kulistym kształcie, które mierzą 14–20 mm długości i 15–25 mm średnicy. Orzechy otulone są w miseczkach do 75–90% ich długości.

## Biologia i ekologia
Rośnie w wiecznie zielonych lasach. Występuje na wysokości od 500 do 1000 m n.p.m. Kwitnie i owocuje od września do października.